# Leles (Leles)
Leles is een bestuurslaag in het regentschap Garut van de provincie West-Java, Indonesië. Leles telt 4535 inwoners (volkstelling 2010).